# Francisco Pinto
Francisco Pinto, 2 septembre 1982 à Skärholmen (Suède) est un entraîneur suédois de basket-ball.

## Biographie
Né le 2 septembre 1982, l'entraîneur adjoint de François Gomez en équipe de Suède féminine lui succède comme entraîneur du club français de Tarbes durant l'été 2021, Gomez prenant la fonction de directeur sportif,.
Il quitte le club de Tarbes avant la fin de saison et est remplacé par François Gomez.

## Clubs et équipes nationales
Clubs
- 2009-2010 : Brahe (Suède)
- 2010-2016 : Alviks (Suède)
- 2016-2020 : Wetterbygden (Suède)
- 2021-2022 : Tarbes Gespe Bigorre (LFB)

Sélections nationales
- 2008 : Équipe de Suède U16F (assistant)
- 2010 : Équipe de Suède U20F (assistant)
- 2012 : Équipe de Suède U16M
- 2013-2014 : Équipe de Suède U18M (assistant
- 2016 : Équipe de Suède féminine
- 2017 : Équipe de Suède féminine (assistant)
- 2017-2018 : Équipe de Suède U20F
- 2019 : Équipe de Suède féminine (assistant)